# Burabalang
Burabalang (oriya: ବୁଢାବଳଙ୍ଗ ନଦୀ) és un riu d'Orissa que neix al districte de Mayurbhanj, rep com a tributaris al Gangahar i el Sunai, passa pel districte de Balasore i desaigua a la mar al golf de Bengala.
És navegable fins a Balasore.